# Liste der Museen im Kreis Coesfeld
Die Liste der Museen im Kreis Coesfeld beinhaltet Museen, die unter anderem Kunst, Kultur und Naturgeschichte vorstellen.

## Liste der Museen
| Bezeichnung                                                                                          | Ort          | Bemerkungen            | Bild |
| --- | ------------ | ---------------------- | ---- |
| Museum des Heimatvereins Davensberg                                                                  | Ascheberg    | im Ortsteil Davensberg |      |
| Schloss Westerwinkel                                                                                 | Ascheberg    | im Ortsteil Herbern    |      |
| Kolvenburg – Ausstellungszentrum des Kreises Coesfeld                                                | Billerbeck   |                        |      |
| Bahnhof Lette                                                                                        | Coesfeld     | im Stadtteil Lette     |      |
| Heimatmuseum Lette                                                                                   | Coesfeld     | im Stadtteil Lette     |      |
| Glasmuseum                                                                                           | Coesfeld     |                        |      |
| Kunstverein Münsterland e. V.                                                                        | Coesfeld     | kein eigenes Gebäude   |      |
| Puppenmuseum                                                                                         | Coesfeld     |                        |      |
| Stadtmuseum                                                                                          | Coesfeld     | im Walkenbrückentor    |      |
| Wäschereimuseum                                                                                      | Coesfeld     |                        |      |
| Baumberger Sandsteinmuseum                                                                           | Havixbeck    |                        |      |
| Drostemuseum in der Burg Hülshoff                                                                    | Havixbeck    |                        |      |
| Rundfunkmuseum                                                                                       | Havixbeck    |                        |      |
| Münsterlandmuseum                                                                                    | Lüdinghausen | in der Burg Vischering |      |
| Oldtimermuseum Nottuln – Klopfer Foundation gemeinnützige Stiftung Technisches Kulturgut im Land NRW | Nottuln      |                        |      |